# Jacob Whitman Bailey
Jacob Whitman Bailey ( 1811 -1857) fue un naturalista estadounidense, pionero en estudios microscópicos. Nace en Auburn, Mass., y se graduará en 1832 en la Academia Militar de West Point, donde, a partir de 1834, fue asistente de profesor, profesor actuante, y profesor de Química, Mineralología, y Geología. Desarrolló varias mejoras en la construcción de microscopios; y realizando una extensa colección de objetos microscópicos y de algas, que donaría a la Boston Society of Natural History.
En 1857 fue presidente de la American Association for the Advancement of Science.
Escribió muchos artículos en American Journal of Science y en otras, un reporte de los infusorios fósiles de California, y un valioso volumen de Microscopical Sketches, conteniendo 3000 figuras originales.
Se casa con Maria Slaughter, quien en 1852, fallecerá al zozobrar su barco, junto con uno de sus hijos. El hijo sobreviviente sería el botánico William Whitman Bailey.

## Algunas publicaciones
- jacob whitman Bailey. 2011. Microscopical Observations Made in South Carolina, Georgia and Florid. Edición reimpresa de BiblioBazaar, 62 pp. ISBN 1179276973

- --------------------------------. 2009. The St. John River: In Maine, Quebec, and New Brunswick (1894). Edición reimpresa de Kessinger Publ. 192 pp. ISBN 1104330792

- --------------------------------. 1855. On a universal indicator for microscopes. Amer. J. Sci. Arts 2, 20 (58): 58-65, pl. 1

- --------------------------------. 1854. Notes on new species and localities of microscopical organisms. IS, 15 pp.

- --------------------------------. 1851a. Microscopical examination of soundings, made by the U.S. Coast Survey off the Atlantic coast of the U.S. Instituto Smithsoniano . 15 pp.

- --------------------------------. 1851b. Microscopical observations made in South Carolina, Georgia & Florida. IS, 48 pp.

## Honores

### Epónimos
Género
- Baileya Harv. & A.Gray ex Torr. 1848 se nombra en su honor.

- La abreviatura «Bailey» se emplea para indicar a Jacob Whitman Bailey como autoridad en la descripción y clasificación científica de los vegetales.[1]

## Fuente
- American Journal of Science and Arts, vol. xxv, (New Haven, 1847)
- Este artículo incorpora texto de la edición de New International Encyclopedia, en el dominio público.